# Corte Superior de Justicia de Tacna
La Corte Superior de Justicia de Tacna es el tribunal de apelación cuya sede es la ciudad de Tacna, capital del departamento homónimo y cuya competencia se extiende a todo el Distrito Judicial de Tacna. Fue creada el 17 de septiembre de 1856 durante el gobierno de Ramón Castilla. Está compuesta por un total de 4 salas superiores que conocen en segunda instancia las sentencias expedidas por los juzgados especializados del distrito judicial.

## Historia
La historia de esta corte se remonta a la creación de la primigenia la Corte Superior de Justicia de Moquegua el 17 de septiembre de 1856, que era el tribunal que iba a tener competencia sobre el entonces recientemente creado departamento de Moquegua que, en esos años del siglo XIX incluía los territorios de los actuales departamentos de Moquegua y Tacna así como del antiguo departamento de Tarapacá. Esa corte, cuya sede fue establecida en la ciudad de Tacna, es la predecesora de la moderna Corte Superior de Justicia de Tacna. Durante la Guerra del Pacífico, y luego de que la ciudad de Tacna y su provincia fueran incorporadas a Chile, la corte se mudó a Moquegua. El 28 de agosto de 1929, tras la reincorporación de Tacna al Perú la corte fue reinstalada. En 1930 la corte fue disuelta por el gobierno de Luis Miguel Sánchez Cerro, pero fue restituida al año siguiente tras movilización del pueblo tacneño. Esta corte mantenía su jurisdicción sobre el territorio de los departamentos de Tacna y Moquegua por lo que llevaba la denominación de "Corte Superior de Tacna-Moquegua. El 17 de diciembre de 1965 mediante Ley N° 15805 durante el primer gobierno de Fernando Belaúnde se dispuso la creación de la Corte Superior de Justicia de Moquegua pero dicha ley no se ejecutó hasta el 15 de abril del año 2004, durante el gobierno de Alejandro Toledo.  A partir de entonces, la Corte se mantuvo únicamente como correspondiente al departamento de Tacna.

## Competencia territorial
Según la organización territorial inicial, las Cortes Superiores tenían competencia territorial en el departamento de su sede, el mismo que se correspondía con un determinado Distrito Judicial. Sin embargo, esta división fue modificándose paulatinamente por razones de cercanía comunicativa. En la actualidad la Corte Superior de Justicia de Tacna es la confirmación de esa regla al tener competencia territorial sobre todo el territorio del departamento de Tacna

## Composición
La Corte Superior de Justicia de Tacna está conformada por 4 salas superiores (2 civiles y 2 penales) con sede en la ciudad de Tacna. Cada Sala está conformada por tres jueces superiores que, en el Perú, reciben la denominación de "vocales superiores". La reunión de todos los vocales superiores constituyen la "Sala Plena" que es el máximo órgano deliberativo de la Corte Superior.

## Presidente de la Corte Superior
De conformidad con los artículos 38 y 45 de la Ley Orgánica del Poder Judicial, los vocales eligen un Presidente de la Corte Superior. En el caso de Moquegua, la elección se realiza el primer jueves del mes de diciembre cada dos años mediante votación secreta de los vocales superiores titulares.
El actual Presidente de la Corte Superior es la doctora Rosa Ivonne Juárez Ticona